# 1-ша парашутна бригада (Велика Британія)
1-ша парашутна бригада а́рмії Великої Британії (англ. 1st Parachute Brigade (United Kingdom) — військове з'єднання, бригада повітряно-десантних військ Великої Британії часів Другої світової війни. Перша в історії британської армії парашутна частина, з моменту формування складалася з трьох парашутних батальйонів, підрозділів всебічного забезпечення, й разом з 2-ю, 3-ю, 4-ю парашутними та 1-ю планерно-десантною бригадами входила до складу 1-ї повітряно-десантної дивізії.

## Історія
Брала активну участь у бойових діях в Європі, Північній Африці; у лютому 1942 року вперше вступила в бій — тоді підрозділ бригади під командуванням майора Фроста, проводив з британськими командос рейд на німецький гарнізон у Брюневалі. Надалі підрозділи бригади билися при висадці союзників у Північній Африці, в Туніській кампанії. При вторгненні на Сицилію бригада вперше у військовій історії Британії здійснила парашутне десантування всією частиною в тил противника. Надалі висаджувалася на півдні Італії у складі морського десанту в операції «Слепстік». У вересні 1944 року бригада билася в надзвичайно складних умовах у Голландії, під Арнемом, в операції «Маркет-Гарден», де була практично знищена в боях за утримання мостів через Рейн.
Останньою операцією в Європі було визволення Данії, що перебувала під нацистською окупацією з 1940 року. 4 травня 1945 року бригада виведена зі складу 1-ї парашутної дивізії, а її 1-ї парашутний батальйон перекинутий до Данії для роззброєння німецьких військ на території окупованого Королівства та виконання окупаційних функцій. Решта бригади перебувала в Англії, в ролі резерву.
Після війни частина переведена до 6-ї дивізії, у складі якої билася в Палестині.